# Mária Valéria híd
A Mária Valéria híd (szlovákul: Most Márie Valérie) az esztergomi Prímás-szigetet köti össze a szlovákiai Párkány városával, a Duna 1718,8 folyamkilométerénél. A híd eredeti avatására 1895. szeptember 28-án került sor, névadója I. Ferenc József és Erzsébet királyné legkisebb gyermeke, Mária Valéria főhercegnő. A közúti hid egyes részeit az első és a második világháború során is felrobbantották, így a helyiek sokáig csak „Csonkahíd” néven emlegették. 2001. október 11-én, az első Orbán-kormány idején nyitották meg újra. A magyar 1126-os számű mellékutat köti össze a szlovák 63-as főúttal.

## Története

### Építése

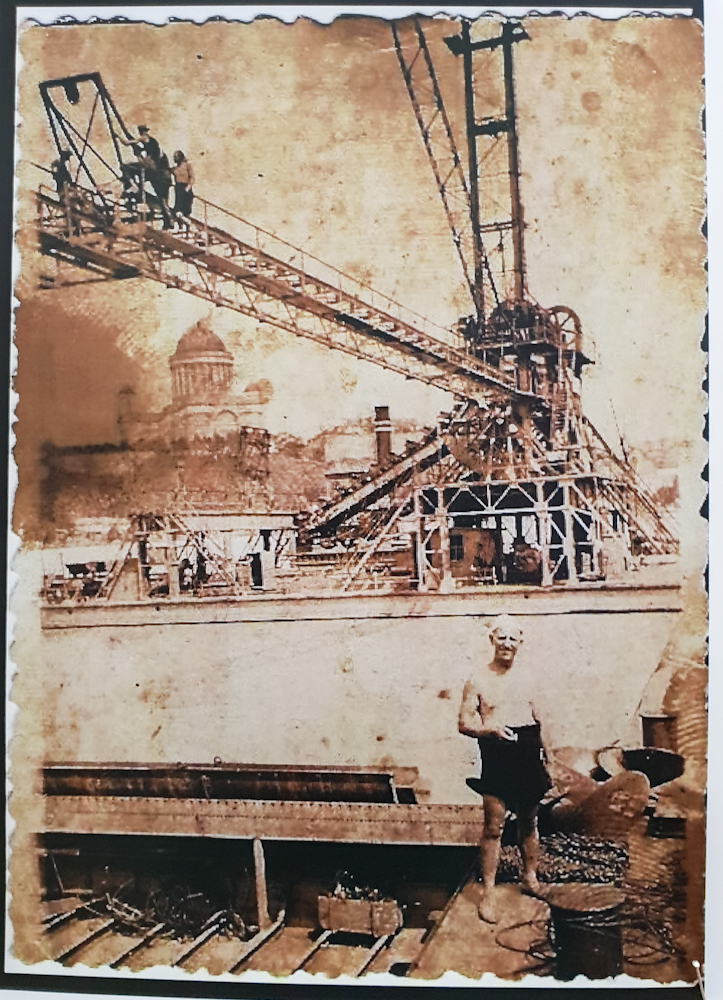
A Mária Valéria híd építése 1893-ban, háttérben az esztergomi bazilika

A Mária Valéria hidat Feketeházy János tervezte, építését pedig 1894 februárjában kezdte meg a Cathry Szaléz vezette hídépítő vállalat, miután Vaszary Kolos esztergomi érsek lemondott a vámszedési jogáról. Az eredeti szerkezet egy öt nyílásból álló, 496 méter hosszú acélhíd volt, amelyet két év alatt sikerült megépíteni. Az új vashíd kivitelezése a korábbi hídtól mintegy 120 méterrel feljebb kezdődött, annak érdekében, hogy a közúti forgalmat a lehető legrövidebb úton vezethessék be a városközpontba.
A híd elhelyezésének kérdése élénk vitát váltott ki az akkor még közigazgatásilag elkülönült esztergomi városrészek között. A Víziváros lakói azt kívánták, hogy a forgalom az ő területükön keresztül jusson be a királyi városba. Ennek a helyi érdekellentétnek következményeként a szigeti töltés és a Kis-Duna áthidalását biztosító létesítmények nem készültek el a nagy híd ünnepélyes átadásáig. A hidat végül 1895. szeptember 28-án avatták fel nagyszabású ünnepség keretében, amelyen a kormány több tagja is jelen volt. Az átadást követő napon éjfélig az átkelés vámmentesen történt, ezt követően azonban 1918-ig vámfizetési kötelezettség állt fenn. A hídszentelést Vaszary Kolos bíboros, hercegprímás végezte.
A híd szerkezeti kialakítását esztétikai szempontok is befolyásolták, aminek eredményeként a nyílások mérete eltérő lett: a középső nyílás távolsága 118 méter volt, amely az adott korszakban kiemelkedő mérnöki teljesítménynek számított. A felszerkezet fajlagos tömege mindössze 5 tonna folyóméterenként, ami igen könnyűnek tekinthető. Az építkezés dokumentációja fennmaradt, ezek tanúsága szerint a munkálatok rendkívül gyors ütemben haladtak. A kivitelezés műszaki ellenőrzését Éltető Ákos és Pischinger Gyula látták el, akik heti rendszerességgel készítettek illusztrált jelentéseket. A híd Mária Valéria főhercegnőről, I. Ferenc József és Erzsébet királyné leányáról kapta a nevét, a névadáshoz a király személyes engedélye is szükséges volt.

### Első újjáépítése

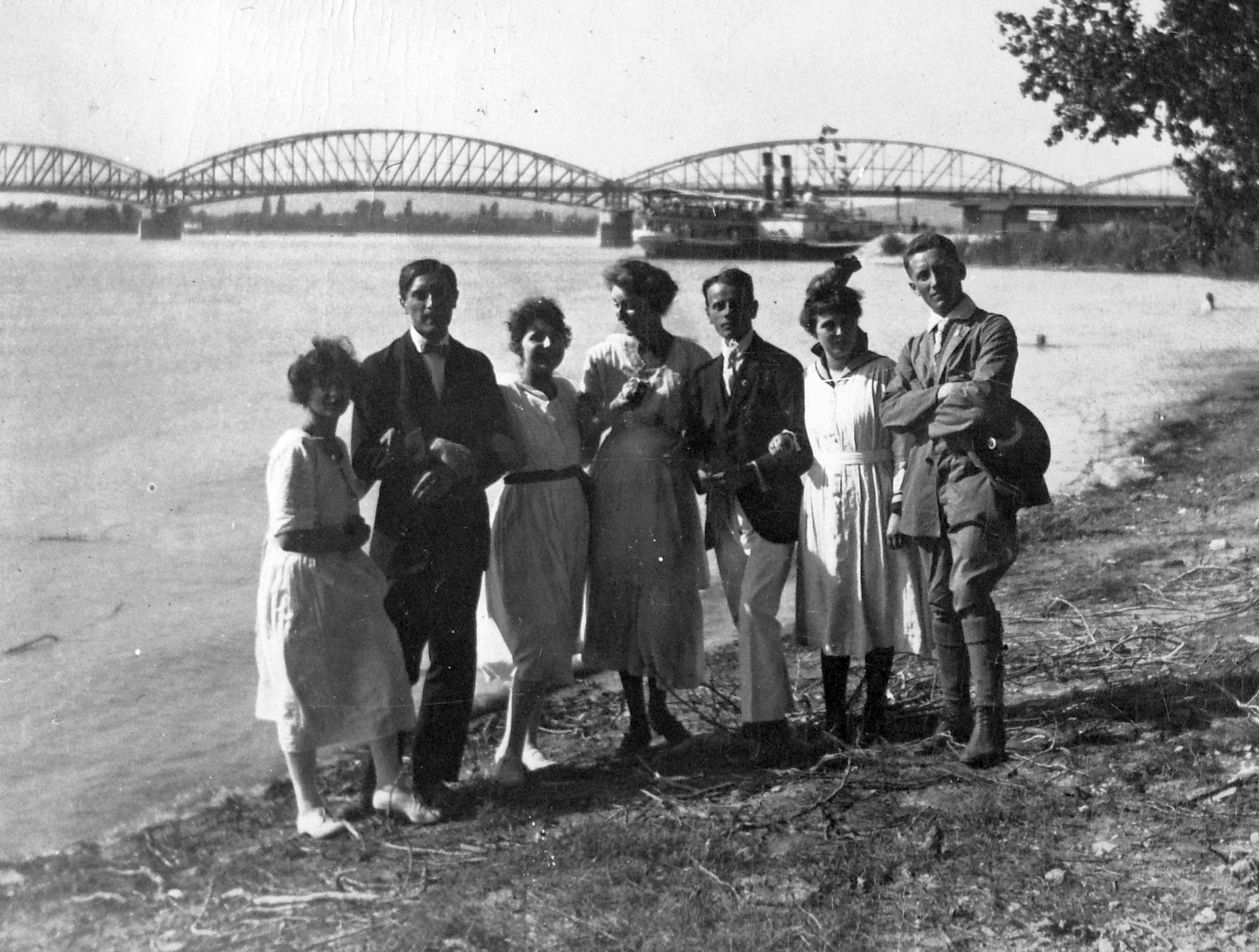
Fiatal társaság az esztergomi Prímás-szigeten 1928-ban, háttérben a Csehszlovákia által az első világháború után felrobbantott, majd 1927-re helyreállított híddal

A Mária Valéria hídon 24 éven keresztül intenzív közúti forgalom zajlott. Az 1920-as trianoni békeszerződés következményeként a Duna a Magyar Királyság és az újonnan létrejött Csehszlovákia közötti államhatárrá vált, amelynek eredményeként a hidat lezárták. 1919. július 22-én csehszlovák légionáriusok felrobbantották a híd párkányi oldalán található nyílást, amelyet később ideiglenes gyalogos híddal pótoltak.
A gazdasági kényszer és a Nemzetközi Duna Bizottság ösztönző közreműködése nyomán Csehszlovákia 1922-ben megkezdte a híd helyreállítását. A rekonstrukciós munkálatokat 1923 és 1924 között a Českomoravská Kolben vállalat végezte, míg 1926-ban a híres Škoda Művek (Plzeň) is bekapcsolódott a kivitelezésbe. A híd korszerűsítése 1927-ben folytatódott: a pozsonyi Artur Komlós cég a korábbi fapadlózatot vasbeton pályalemezzel váltotta fel, amelyet aszfaltburkolattal látott el. A híd újranyitására 1927. május 1-jén került sor, az autóforgalom számára pedig 1928-tól vált ismét elérhetővé.

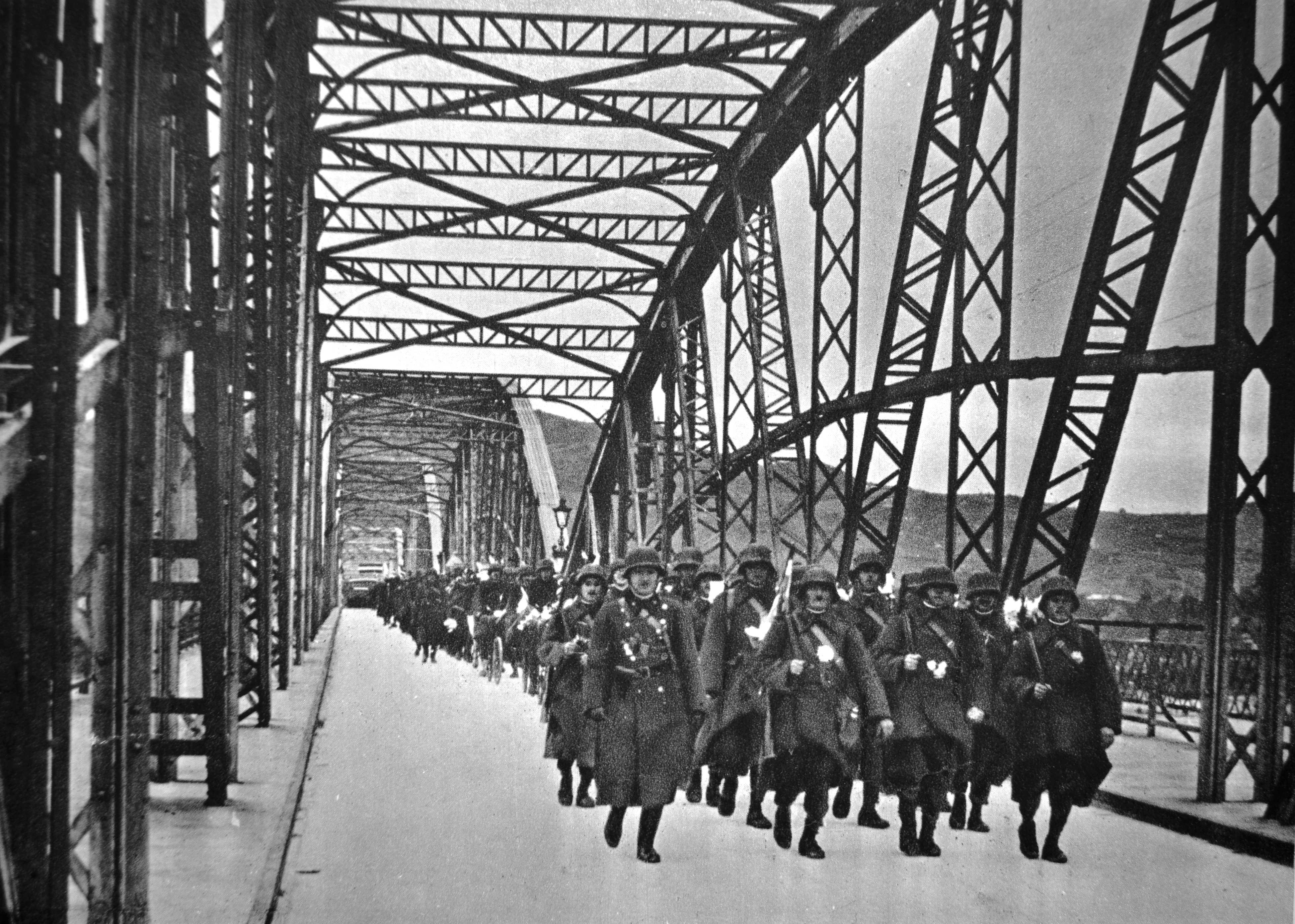
Magyar csapatok vonulnak át a Mária Valéria hídon, miután az első bécsi döntés értelmében Párkányt is Magyarországhoz csatolták (1938. november 6.)

A híd súlyosabb károsodását a második világháború idézte elő: 1944. december 26-án a visszavonuló német csapatok stratégiai megfontolásokból felrobbantották a három középső nyílást. A rombolás nyomai több mint fél évszázadon át láthatók maradtak, mementóként idézve a híd történelmének egyik legsötétebb fejezetét.

### Második újjáépítése
A Mária Valéria híd újjáépítésének kérdése először 1964-ben került hivatalosan napirendre, amikor megalakult a Magyar–Csehszlovák Közlekedési Albizottság. A testület célja a híd jövőjének megvitatása volt, ám sem ekkor, sem az 1987-ig tartó több tárgyalási forduló során nem született érdemi döntés az újjáépítésről. Az 1980-as évek közepén civil kezdeményezésre Esztergomban és Párkányban megalakult a Hídbizottság, amely több évtizedes előkészítő tevékenységet folytatott. Ennek eredményeként sikerült elnyerni az Európai Unió Phare-programjának pénzügyi támogatását.

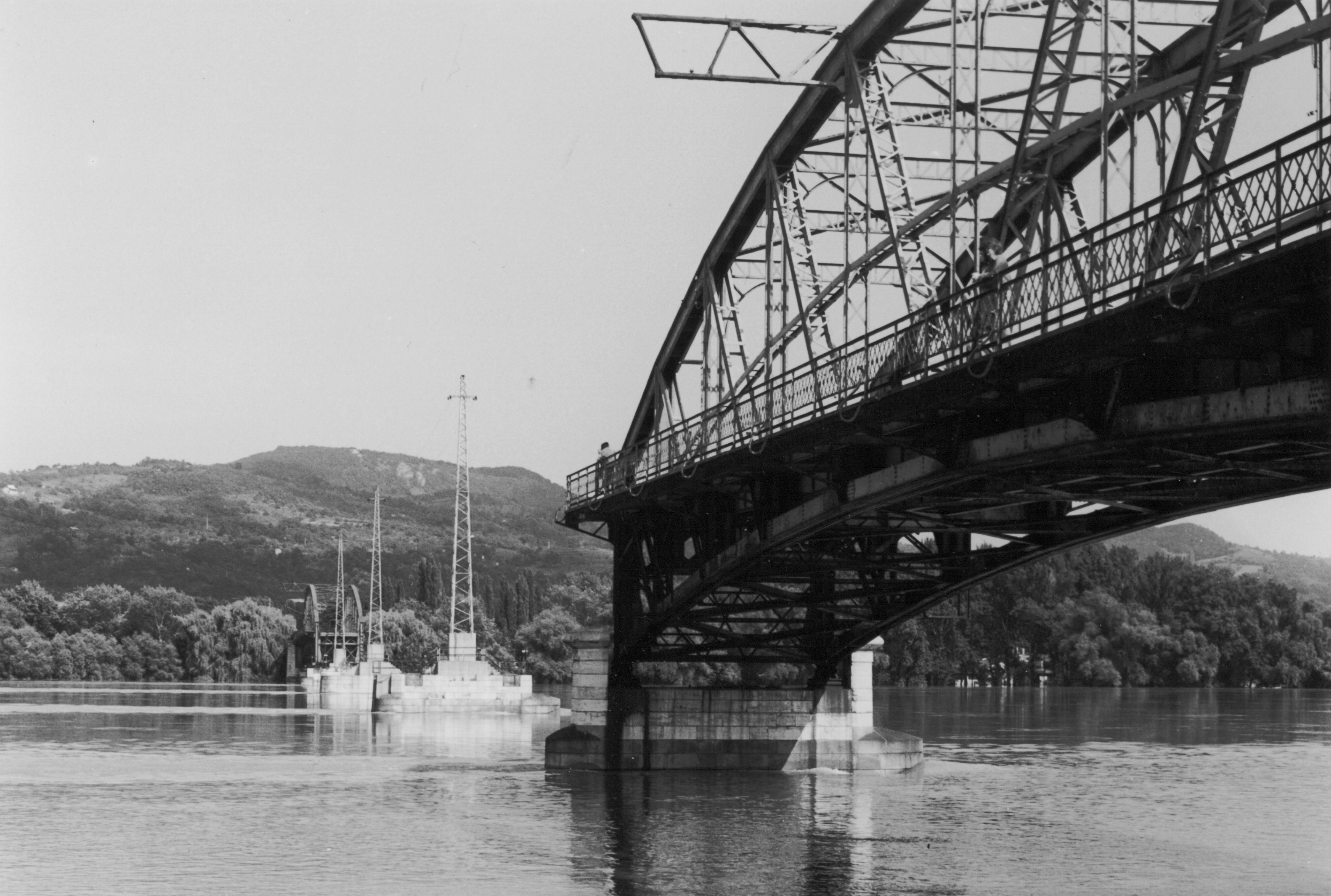
A felrobbantott középső három pillér 1980-ban, Párkányból (akkor Csehszlovákia) szemlélve

A két ország között 1998-ban született meg a miniszteri szintű megállapodás, amelyet egy évvel később, 1999. szeptember 16-án követett a híd újjáépítéséről, valamint a kapcsolódó infrastrukturális létesítmények megvalósításáról szóló kormányközi egyezmény. A beruházás összértéke elérte a 19,4 millió eurót. Ebből a híd újjáépítésének költsége 12 millió euróra rúgott, míg a fennmaradó összeget a felhajtó- és bekötőutak, valamint a vámház kialakítására fordították. Felmerült a híd nevének megváltoztatása is – „Barátság híd” néven –, annak érdekében, hogy a név ne utaljon az Osztrák–Magyar Monarchia korszakára, azonban ezt az elképzelést végül elvetették.

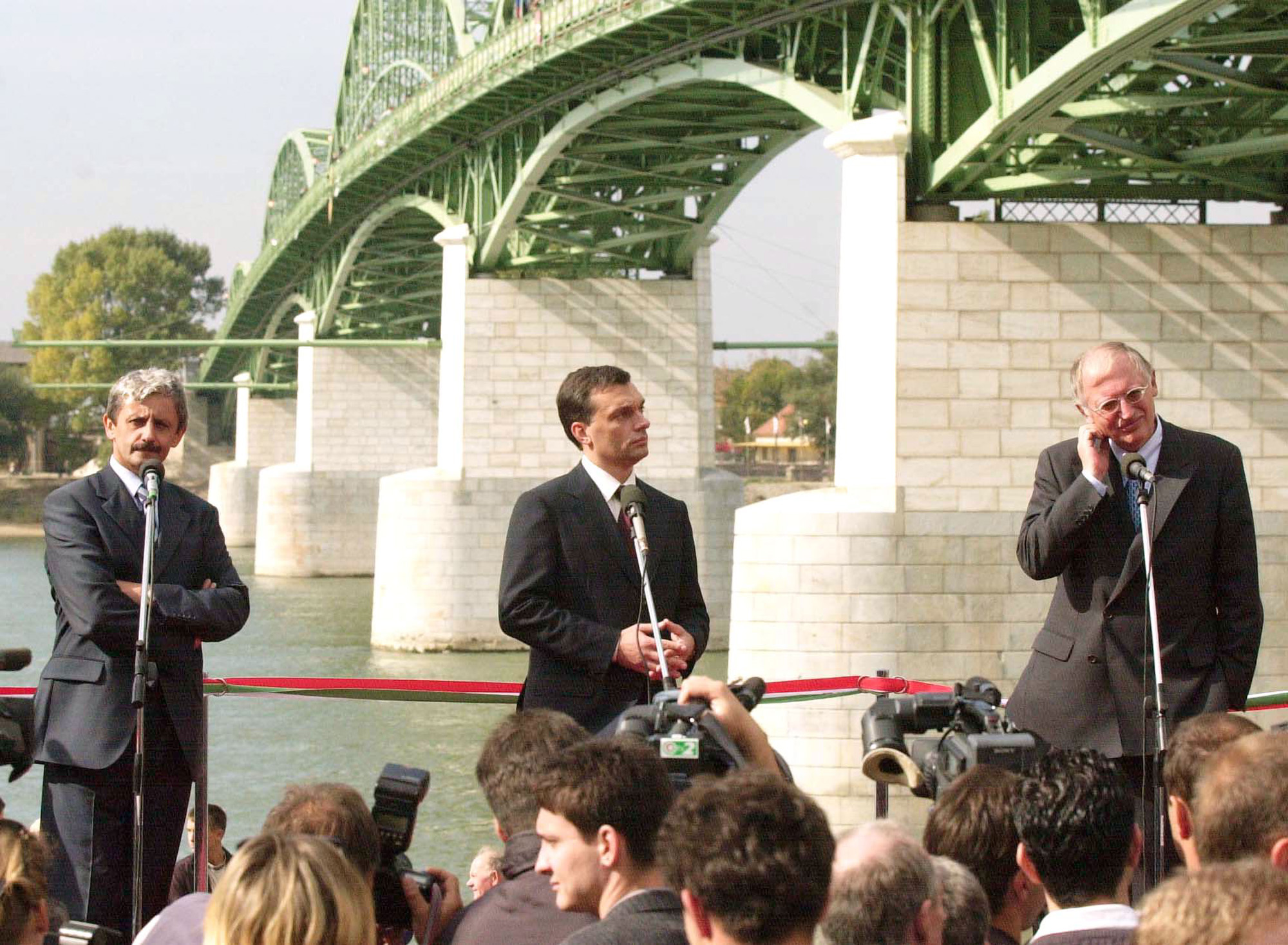
Mikuláš Dzurinda szlovák, Orbán Viktor magyar kormányfő, valamint Günter Verheugen, az Európai Unió bővítési biztosa 2001-ben a híd átadásán

Az újjáépítés 2000 októberében vette kezdetét. A két, épségben fennmaradt parti nyílást felújították, míg a három felrobbantott középső szakaszt teljes egészében újragyártották. A régi és az új elemek közötti különbség a főtartók kialakításán és azok rögzítési pontjain jól érzékelhető. A korábbi 7,2 méteres űrszelvényt a korszerű közlekedési előírásoknak, valamint a szlovák fél kérésének megfelelően 9,5 méterre növelték. Az újjáépített híd íveltebb vonalvezetést kapott, ami azonban kizárta a vasúti forgalom lebonyolításának lehetőségét. A kialakításra részben a még rendezetlen bős–nagymarosi vízlépcsőrendszer miatt került sor.
Az építés során innovatív technológiát alkalmaztak: a hídelemeket a parton állították össze, majd uszályokon szállították a helyszínre, ahol hidraulikus emelőberendezéssel emelték azokat végső helyükre – egy-egy elem beemelése mintegy egy órát vett igénybe. Az utolsó, 603 tonnás ívelem 2001. július 27-én került a helyére. A híd ünnepélyes átadására 2001. október 11-én került sor Mikuláš Dzurinda szlovák és Orbán Viktor magyar miniszterelnök, valamint Günter Verheugen, az Európai Unió bővítésért felelős biztosának részvételével. A hídon átvezető útszakasz a Duna középvonaláig a szlovák 63-as főút része, onnantól kezdve pedig a magyar 11 326-os számú mellékút folytatásaként szolgál.

## Jelentősége
A Mária Valéria híd újjáépítése előtt a két város közötti közlekedés kompjáratok segítségével zajlott. Ez a megoldás korlátozott kapacitású és időjárásfüggő átkelési lehetőséget jelentett, amely jelentős akadályt képezett a két város közötti gazdasági, társadalmi és kulturális kapcsolatok fejlődésében. A híd újjáépítése után Esztergom és Párkány valódi határvárossá vált, amely lehetőséget biztosított a közvetlen összeköttetésre a két település között. A híd átadását követően, 2005-ben a forgalom mértéke a 2001-es adatokhoz képest jelentős növekedést mutatott: a forgalom a hússzorosára emelkedett.
Az újjáépített híd első évében közel 2,5 millió személy és 500 000 jármű lépte át a határt. Ez a növekedés nem csupán statisztikai értelemben jelentős, hanem strukturálisan is hozzájárult a határon átnyúló együttműködés elmélyítéséhez. A hídnak köszönhetően jelentős javulás volt megfigyelhető a munkaerőpiacon is: Párkány környékén, ahol a munkanélküliség korábban 24%-os volt, ez az arány a felére csökkent. A 2020-as évekre a határon átnyúló „bevásárlóturizmus” vált meghatározóvá, különösen magyar oldalról a szlovák áruk iránti kereslet növekedésével. A Mária Valéria híd így nemcsak Esztergom és Párkány szimbolikus összekötője lett, hanem a közvetlenül általa létrehozott Ister–Granum Eurorégió egyik kulcsfontosságú infrastrukturális eleme is.
A hídon érvényben lévő 3,5 tonnás súlykorlátozás gátat szab a teherforgalom lebonyolításának. Ennek következtében felmerült egy új nagy teherbírású híd megépítésének igénye, amely összekötné a két város ipari parkjait. A tervezett híd a magyar oldalon a jövőbeli M10-es autópálya végpontjához, a szlovák oldalon pedig Nyitrához csatlakozna. A teherforgalom részleges kiszolgálására 2016-ban helyezték üzembe a teherkompot, amely a Nyáros-sziget északi csúcsánál, az egykori esztergomi szénrakodó térségében biztosít kapcsolatot a párkányi iparteleppel.

## Galéria

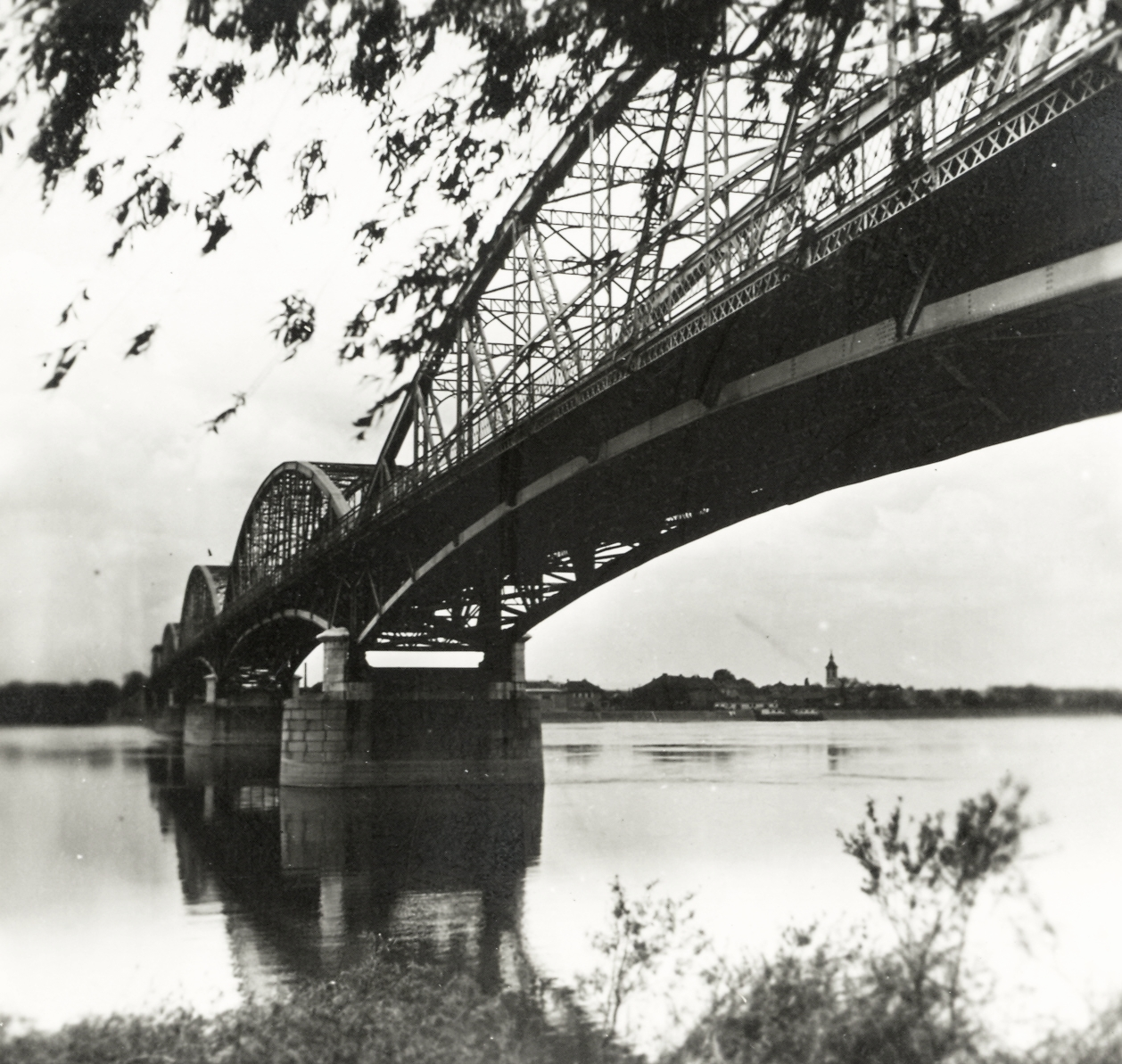
A Mária Valéria híd 1941-ben
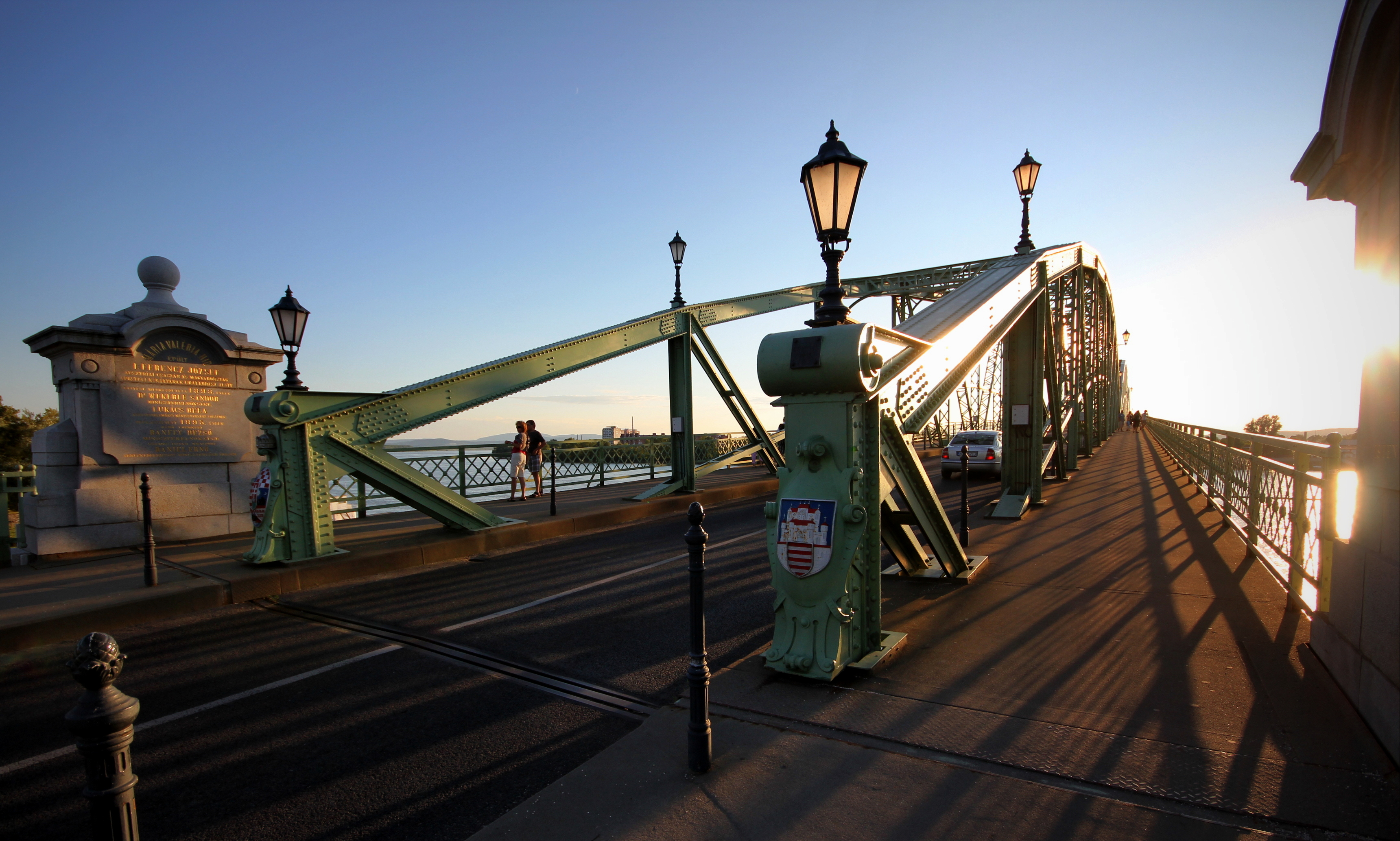
Az esztergomi hídfő, előtérben a város címere
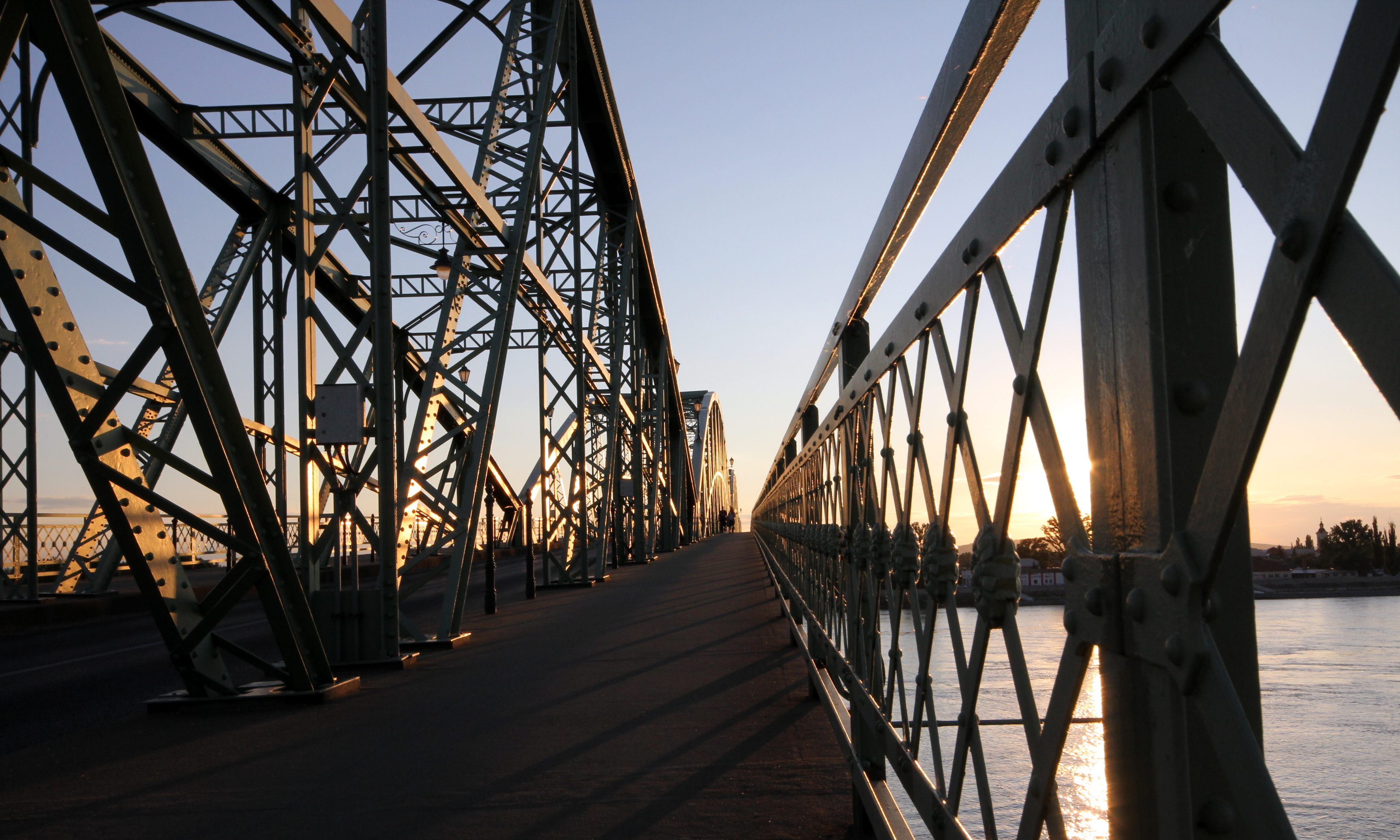
A Mária Valéria híd egyik járdaszakasza
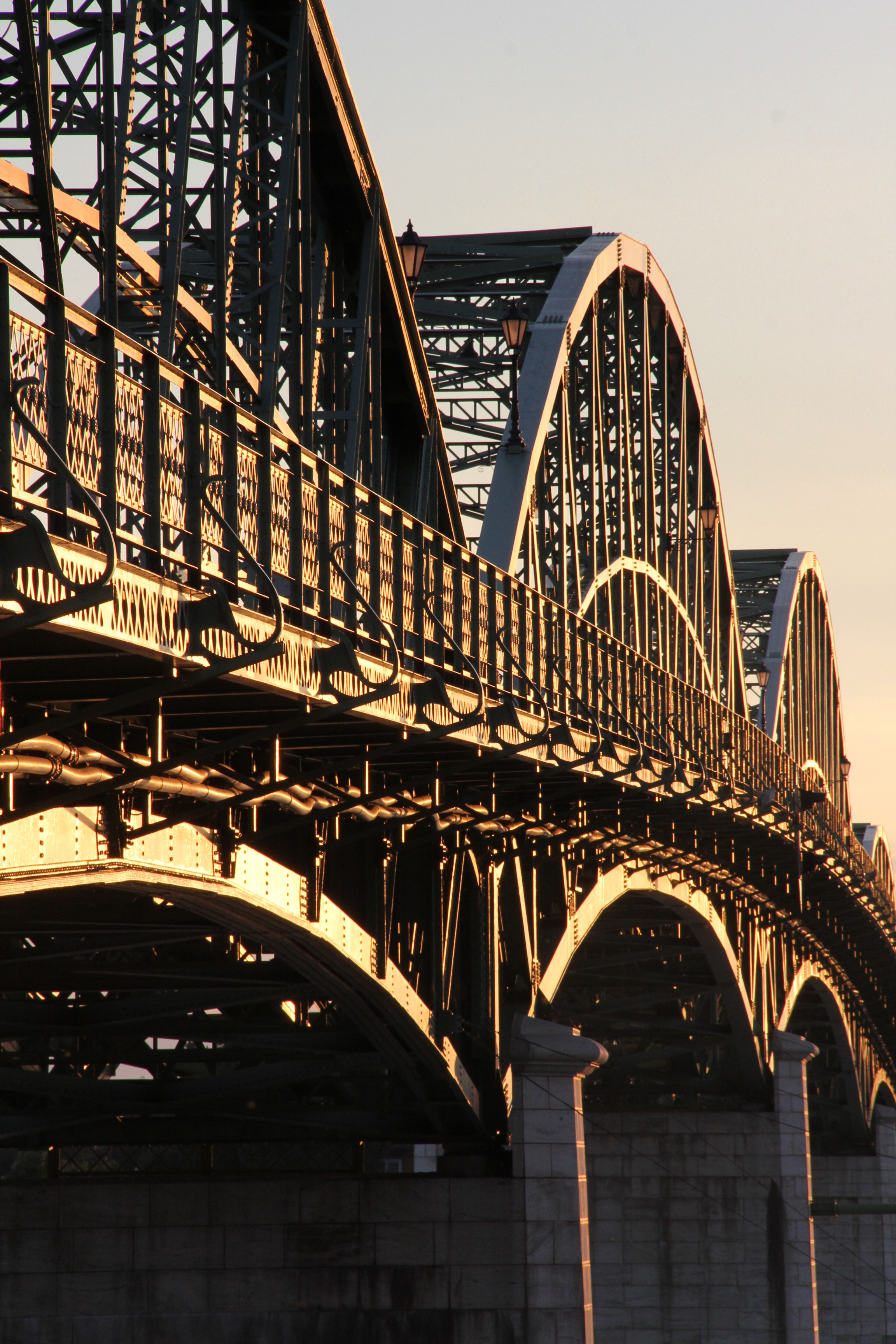
A középső pillérek

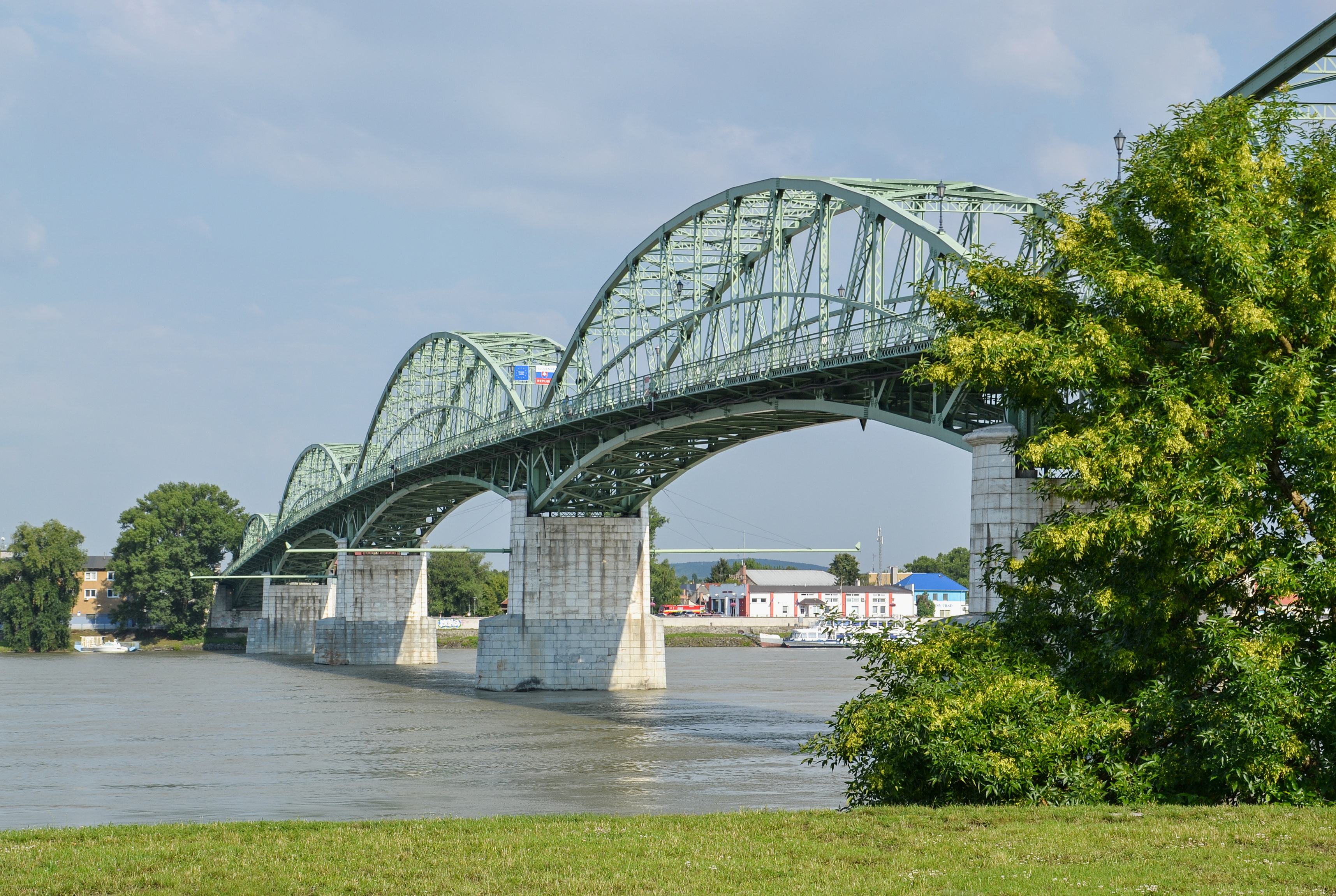
A Mária Valéria híd a Prímás-szigetről szemlélve, középen a határtáblákkal
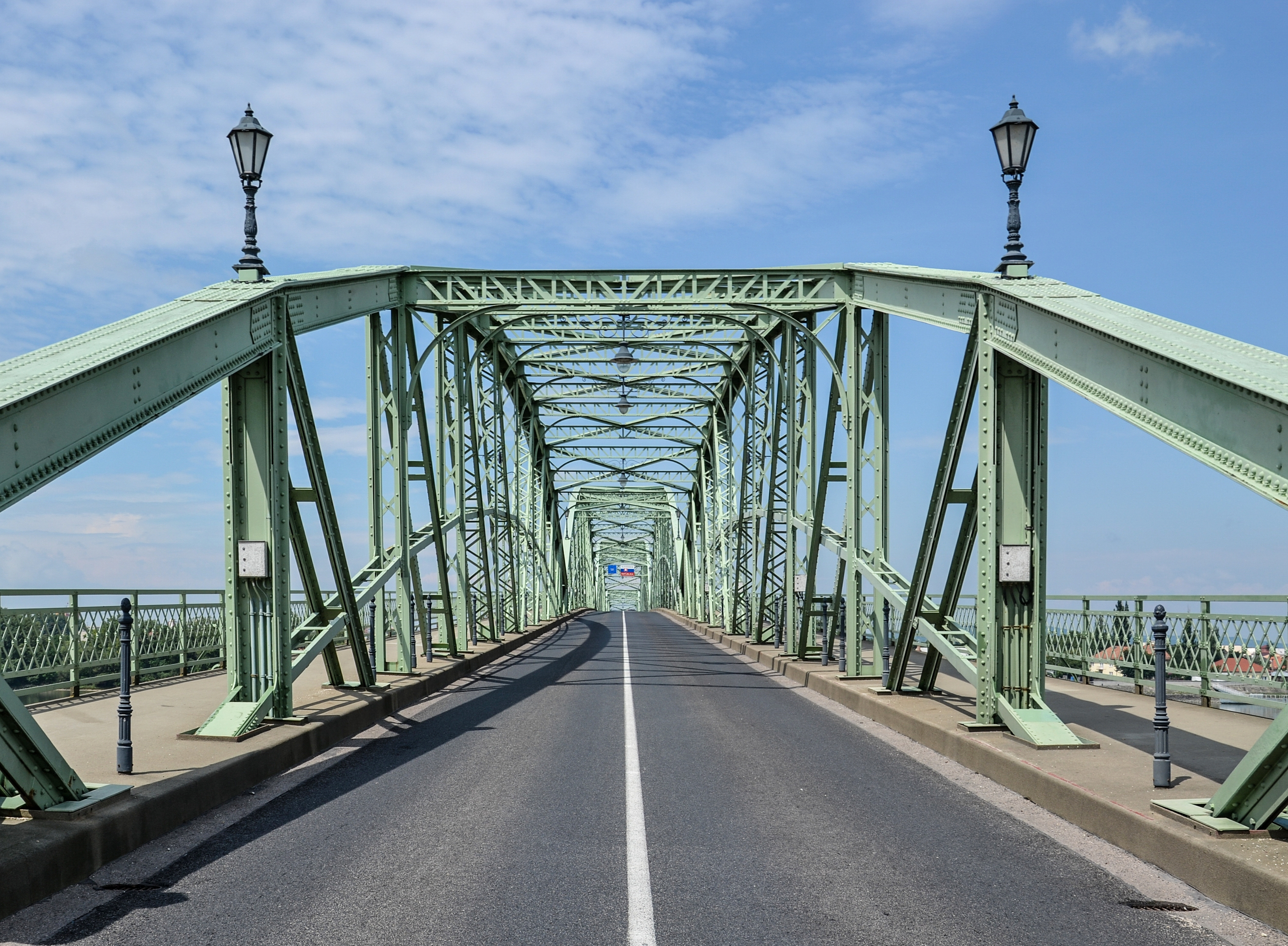
A középső pillérek az autóútról
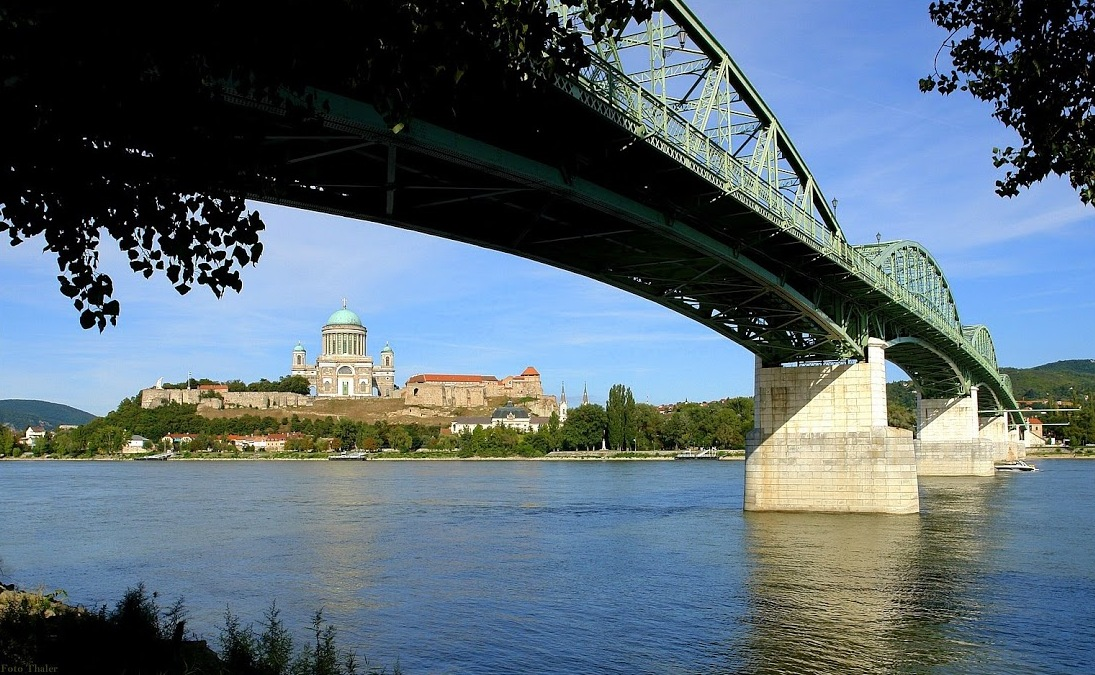
Rálátás az esztergomi várhegyre és a Bazilikára Párkányból szemlélve (2011)

### Felhasznált irodalom
- Hodossy Gyula: A Mária Valéria híd története. (magyarul) 1999. Dunaszerdahely: Lilium Aurum. ISBN 8080620326
- Gyukics Péter–Träger Herbert dr.–Tóth Ernő dr: A Duna hídjai: A Fekete-erdőtől a Fekete-tengerig. (magyarul) 2010. Budapest: Yuki Studio. ISBN 9789638747211